# Хорст (имя)
Хорст (нем. Horst) — имя древневерхненемецкого происхождения.
Имя впервые появляется в хронике Dietrich Engelhus «Weltchronik» 1424 года; вместе с именем англо-саксонского короля Хорсы. Возможно, что автор таким образом адаптировал имя брата и наследника Хорсы — Хенгиста. Имя Хенгист обозначает «скакун, жеребец», а Хорса — «конь или лошадь». Интерпретация Хорст могла восходить к германскому hurst — «лес», буквально, «мужчина из леса».